# Landtagswahl in Kärnten 1949
- KPÖ: 1
- SPÖ: 15
- ÖVP: 12
- VDU: 8

Die Landtagswahl in Kärnten 1949 fand am 9. Oktober 1949 statt. Dabei konnte die Sozialistische Partei Österreichs (SPÖ) zwar den ersten Platz halten, büßte jedoch auf Grund des erstmaligen Antretens der Wahlpartei der Unabhängigen (WdU, auch VdU) Stimmenanteil und Mandate ein. Auch der Österreichischen Volkspartei (ÖVP) und der Kommunistischen Partei Österreichs (KPÖ) kostete das Antreten der WdU Stimmenanteile und Mandate.
1949 waren 267.272 Menschen bei der Landtagswahl stimmberechtigt, wobei dies eine Steigerung der Wahlberechtigten um 62.631 Personen bedeutete. Die Anzahl der Wahlberechtigten war stark gestiegen, da zahlreiche Personen das Wahlrecht erhalten hatten, die 1945 auf Grund ihrer Involvierung ins nationalsozialistische System von der Wahl ausgeschlossen waren. Die Wahlbeteiligung lag 1949 bei 93,99 % und war damit gegenüber 1945 deutlich gestiegen, als 89,35 % der Wahlberechtigten an der Wahl teilnahmen.

## Gesamtergebnis
|                                                  | Ergebnisse 1949 | Ergebnisse 1949 | Ergebnisse 1949 | Ergebnisse 1945  | Ergebnisse 1945  | Ergebnisse 1945  | Differenzen | Differenzen | Differenzen |  |
| ------------------------------------------------ | --------------- | --------------- | --------------- | ---------------- | ---------------- | ---------------- | ----------- | ----------- | ----------- |  |
| Wahlberechtigte                                  | 267.272         | 267.272         | 267.272         | 204.641          | 204.641          | 204.641          | + 62.631    | + 62.631    | + 62.631    |  |
| Wahlbeteiligung                                  | 93,99 %         | 93,99 %         | 93,99 %         | 89,35 %          | 89,35 %          | 89,35 %          | + 4,64 %    | + 4,64 %    | + 4,64 %    |  |
|                                                  | Stimmen         | %               | Mand.           | Stimmen          | %                | Mand.            | Stimmen     | %           | Mand.       |  |
| Abgegebene Stimmen                               | 251.200         |                 | 36              | 182.846          |                  | 36               | + 68.354    |             |             |  |
| Ungültig                                         | 2.990           | 1,19 %          |                 | 3.520            | 1,72 %           |                  | + 530       | - 0,53 %    |             |  |
| Gültig                                           | 248.210         | 98,81 %         |                 | 179.326          | 98,07 %          |                  | +68.884     | + 0,74 %    |             |  |
| Partei                                           |                 |                 |                 |                  |                  |                  |             |             |             |  |
| Sozialdemokratische Partei Österreichs (SPÖ)     | 101.146         | 40,75 %         | 15              | 87.573           | 48,83 %          | 18               | + 13.573    | - 8,08 %    | −3          |  |
| Österreichische Volkspartei (ÖVP)                | 79.093          | 31,87 %         | 12              | 71.279           | 39,75 %          | 14               | + 7.814     | - 7,88 %    | - 2         |  |
| Wahlpartei der Unabhängigen (WdU)                | 51.012          | 20,55 %         | 8               | nicht kandidiert | nicht kandidiert | nicht kandidiert | + 51.012    | + 20,55 %   | + 8         |  |
| Kommunistische Partei Österreichs (KPÖ)          | 9.910           | 3,99 %          | 1               | 14.521           | 8,10             | 3                | - 4.611     | - 4,11 %    | - 2         |  |
| Christliche Volkspartei (CVP)                    | 4.644           | 1,87 %          | 0               | nicht kandidiert | nicht kandidiert | nicht kandidiert | + 4.644     | + 1,87 %    | ± 0         |  |
| Demokratische Front des werktätigen Volkes (DFC) | 2.095           | 0,84 %          | 0               | nicht kandidiert | nicht kandidiert | nicht kandidiert | + 2.095     | + 0,84 %    | ± 0         |  |
| Demokratische Union (DU)                         | 305             | 0,12 %          | 0               | nicht kandidiert | nicht kandidiert | nicht kandidiert | + 305       | + 0,12 %    | ± 0         |  |
| Demokratische Partei Österreichs (DPÖ)           | 5               | 0,00 %          | 0               | 5.953            | 3,32             | 1                | - 5.948     | - 3,32 %    | - 1         |  |
| Gesamt                                           | 248.210         | 100,00 %        | 36              | 179.326          | 100,00 %         | 36               | + 68.884    |             |             |  |